# Eqalugaarsuit
Eqalugaarsuit (ortografia antiga: Eqalugârssuit) é um assentamento no município de Kujalleq, sul da Gronelândia. Os assentamentos mais próximos de Eqalugaarsuit são: Qaqortoq, Saarloq, Alluitsup Paa e Ammassivik. Em 2010 tinha 144 habitantes.

## Economia
Os habitantes vivem principalmente da caça e da pesca. Neste momento existem planos para introduzir bois almiscarados na região, como fonte de alimento.

## População
A maioria das localidades do sul da Gronelândia apresentam padrões de crescimento populacional negativos. Eqalugaarsuit perdeu quase um terço da sua população em relação a 1990 e mais de 12% em relação a 2000.